# Antica diocesi di Carlisle

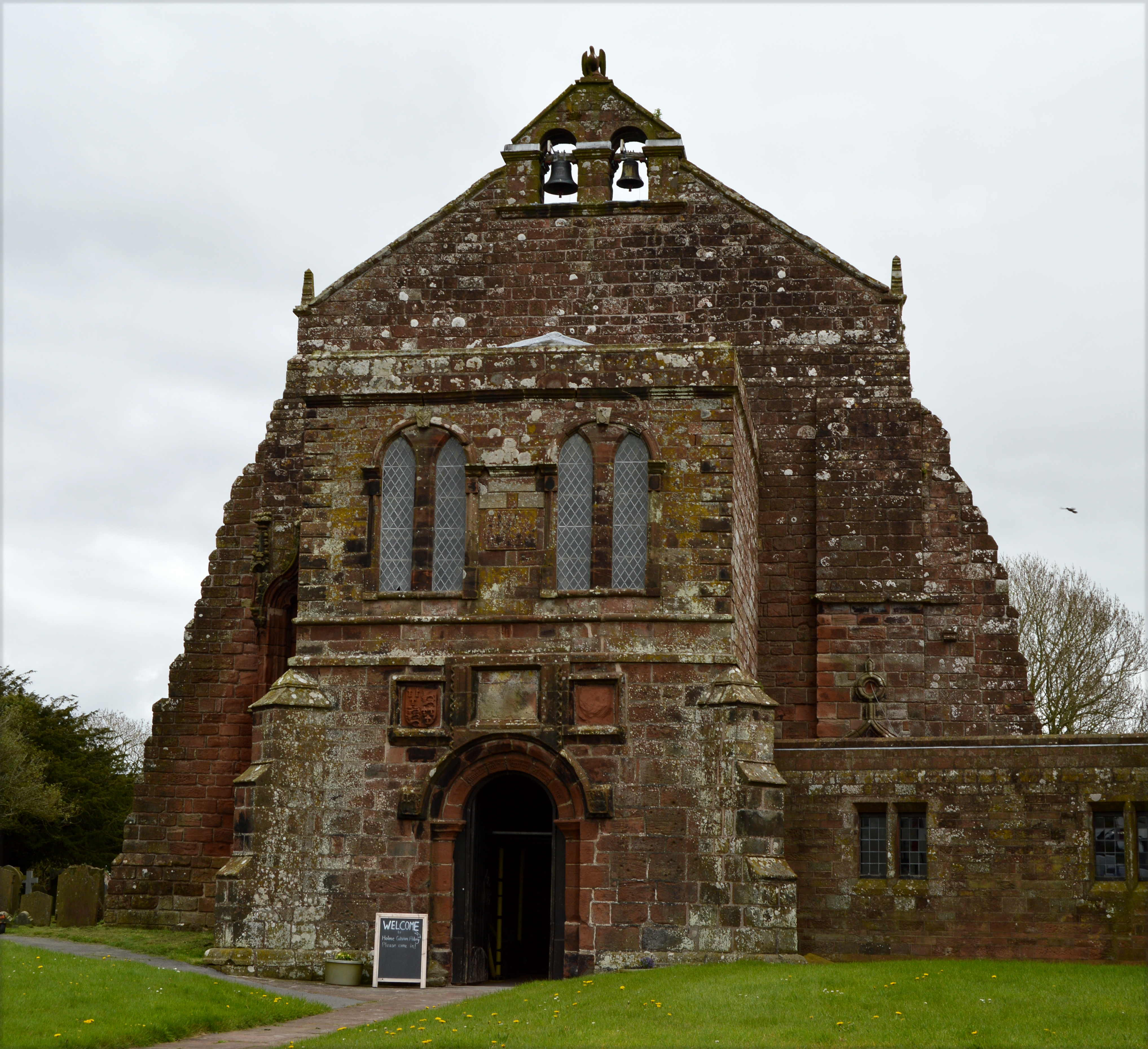
Resti dell'abbazia cistercense di Holmcultram.

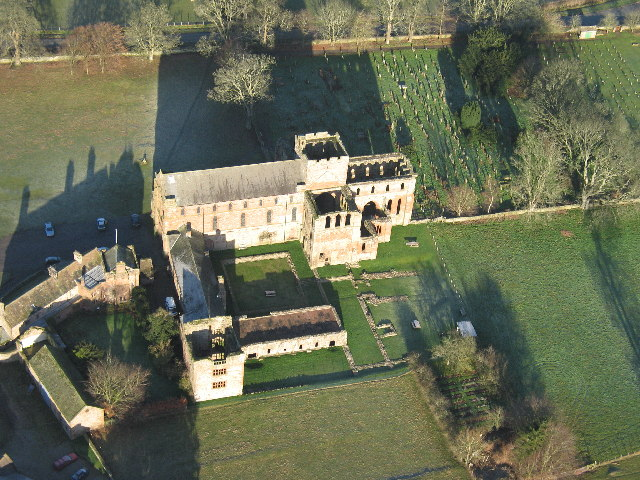
Vista aerea dell'ex priorato agostiniano di Lanercost.

La diocesi di Carlisle (in latino Dioecesis Carleolensis) è una sede soppressa della Chiesa cattolica in Inghilterra.

## Territorio
La diocesi si estendeva nella regione nord-occidentale dell'Inghilterra e comprendeva la contea di Carlisle istituita dal re Guglielmo II, che all'epoca includeva quasi per intero il Cumberland e il Westmorland, ad eccezione del Coupland e della baronia di Kendal, che appartenevano alla diocesi di Chester (in seguito diocesi di Coventry e Lichfield).
Sede vescovile era la città di Carlisle, nell'attuale contea di Cumbria, dove si trova la cattedrale, in origine dedicata alla Beata Vergine Maria.
La diocesi era suddivisa in un arcidiaconato e quattro diaconati rurali (Cumberland, Westmorland, Carlisle e Allerdale).

## Storia
La diocesi fu eretta l'11 aprile (o il 1º aprile) 1132, ricavandone il territorio dalla diocesi di Durham. Papa Onorio III confermò l'erezione operata dai suoi predecessori il 2 maggio 1223. Primo vescovo fu Aethelwold, confessore del re Enrico I, che pose la sua cattedra nella chiesa del monastero agostiniano della città, fondata verso il 1102 dallo stesso Enrico I.
Aethelwold organizzò la diocesi in parrocchie, cappellanie e altri benefici. La diocesi rimase tuttavia molto povera. Alla sua morte, non si riuscì a trovare nessuno in grado di succedergli, e la diocesi rimase di fatto vacante per parecchi decenni. All'inizio del XIII secolo fu nominato amministratore della diocesi il vescovo Bernardo, che la persecuzione aveva costretto a lasciare la sede di Ragusa di Dalmazia.
Essendo terra di confine, la diocesi fu territorio di scontri tra Inglesi e Scozzesi, che si disputarono anche la sede di Carlisle. Uno di questi scontri fu occasione per separare la mensa episcopale dalla mensa conventuale dei canonici di Sant'Agostino, con la conseguente creazione di un capitolo di canonici secolari. I vescovi di Carlisle furono molto attivi nel fare da pacieri tra Inglesi e Scozzesi, ma anche, all'opposto, nella guida di operazioni militari con gli Scozzesi. A loro spettava la guardia del castrum di Carlisle.
Era abitudine dei vescovi di Carlisle riunire il proprio clero in sinodo due volte all'anno, nella settimana dopo Pasqua e in occasione della festa di san Michele, per trattare questioni riguardanti la morale e la disciplina. I pochi documenti d'archivio sopravvissuti all'incendio del 1292 che distrusse l'intera città provano che i vescovi svolgevano abbastanza regolarmente la visita alla propria diocesi.
Numerosi erano i conventi e le abbazie presenti nel territorio diocesano, molti dei quali eretti all'epoca normanna. Si possono ricordare: il priorato benedettino di Wheteral, l'abbazia cistercense di Holmcultram, il priorato agostiniano di Lanercost, l'abbazia premostratense di Shapp, il priorato benedettino femminile di Armathwaite. Tutti i monasteri e i conventi religiosi furono soppressi con l'affermarsi dello scisma anglicano nella prima metà del XVI secolo.
L'ultimo vescovo cattolico, Owen Oglethorpe, fu deposto dalla regina Elisabetta il 26 giugno 1559 per essersi rifiutato di sottoscrivere l'Atto di Supremazia, e morì in carcere nel dicembre dello stesso anno. Pochi mesi prima, il 15 gennaio 1559, era stato proprio lui ad incoronarla.
Dal 22 novembre 1924 il territorio dell'antica diocesi di Carlisle è sottoposto alla giurisdizione della diocesi di Lancaster.

## Cronotassi dei vescovi
- Aethelwold † (1133 - 1156 o 1157 deceduto)[9]
  - Sede vacante
- Bernardo † (15 maggio 1203 - prima dell'8 luglio 1214 deceduto)[9]
  - Sede vacante
- Hugh of Beaulieu † (24 febbraio 1219 consacrato - 4 giugno 1223 deceduto)
- Walter Mauclerk † (prima del 22 agosto 1223[9] - 29 giugno 1246 dimesso)
- Silvester de Everdon † (prima del 9 novembre 1246[9] - 13 maggio 1254 deceduto)
- Thomas Vipont † (7 febbraio 1255 consacrato - ottobre 1256 deceduto)
- Robert de Chauncy † (14 aprile 1258 consacrato - settembre 1278 deceduto)
  - William de Langeton † (1278 dimesso) (vescovo eletto)
- Ralph of Irton, C.R.S.A. † (9 aprile 1280 - 1º marzo 1292 deceduto)
- John de Halghton † (23 aprile 1292 - 1º novembre 1324 deceduto)
- John de Rosse † (13 febbraio 1325 - 11 maggio 1332 deceduto)
- John de Kirkeby † (19 luglio 1332 - 1353 deceduto)
- Gilbert de Wilton † (13 febbraio 1353 - 1362 deceduto)
- Thomas de Appleby † (12 giugno 1363 - 5 dicembre 1395 deceduto)
- Robert Read, O.P. † (26 gennaio 1396 - 5 ottobre 1396 nominato vescovo di Chicester)
- Thomas Merke † (4 gennaio 1397 - 1399 nominato vescovo titolare di Salmastro)
- William Strickland † (24 dicembre 1399 - 30 agosto 1419 deceduto)
- Roger Whelpdale † (22 dicembre 1419 - 4 febbraio 1423 deceduto)
- William Barrow † (19 aprile 1423 - 4 settembre 1429 deceduto)
- Marmaduke Lumley † (27 dicembre 1429 - 28 gennaio 1450 nominato vescovo di Lincoln)
- Nicholas Close † (30 gennaio 1450 - 30 agosto 1452 nominato vescovo di Coventry e Lichfield)
- William Percy † (30 agosto 1452 - 1462 deceduto)
- John Kingscote † (12 agosto 1462 - 5 novembre 1463 deceduto)
- Richard Scroope † (11 aprile 1164 - 10 maggio 1468 deceduto)
- Edward Story † (18 luglio 1468 - 11 febbraio 1478 nominato vescovo di Chicester)
- Richard Bell, O.S.B. † (11 febbraio 1478 - 1495 dimesso)
- William Senhouse † (4 settembre 1495 - 27 giugno 1505 nominato vescovo di Durham)
- Roger Leyburn † (21 giugno 1503 - dopo il 17 luglio 1507 deceduto)
- John Penny † (22 settembre 1508 - 1520 deceduto)
- John Kite † (12 luglio 1521 - 19 giugno 1537 deceduto)
- Robert Aldrich † (19 agosto 1537 consacrato - 5 marzo 1556 deceduto)
- Owen Oglethorpe † (24 marzo 1557 - 3 dicembre 1559 deceduto)